# Grote Prijs Jef Scherens 1982
Il Grote Prijs Jef Scherens 1982, diciassettesima edizione della corsa, si svolse il 19 settembre 1982 su un percorso di 214 km, con partenza e arrivo a Lovanio. Fu vinto dal belga Rudy Matthijs della Boule d'Or-Sunair davanti ai suoi connazionali Fons De Wolf e Ludwig Wijnants.

## Ordine d'arrivo (Top 10)
| Pos. | Corridore                  | Squadra           | Tempo    |
| ---- | -------------------------- | ----------------- | -------- |
| 1    | Rudy Matthijs              | Boule d'Or-Sunair | 5h15'00" |
| 2    | Fons De Wolf               | Vermeer-Thijs     | a 2'00"  |
| 3    | Ludwig Wijnants            | Boule d'Or-Sunair | s.t.     |
| 4    | Roger De Cnijf             | Vermeer-Thijs     | s.t.     |
| 5    | Werner Devos               | Boule d'Or-Sunair | a 4'20"  |
| 6    | Jan Bogaert                | Europ Decor       | s.t.     |
| 7    | Dirk Heirweg               | Van De Ven        | s.t.     |
| 8    | Jan Wijnants               | Boule d'Or-Sunair | s.t.     |
| 9    | Rudy Pevenage              | Capri Sonne       | s.t.     |
| 10   | Jean-Philippe Vandenbrande | Splendor-Wickes   | s.t.     |